# Safe (bài hát của Westlife)
"Safe" là bài hát của ban nhạc pop người Ireland Westlife từ album phòng thu thứ 11 của nhóm, Gravity. Nó đã được phát hành làm đĩa đơn mở đầu từ album ngày 14 tháng 11 năm 2010 bởi hãng Syco Music.

## Thông tin
Quyết định phát hành "Safe" làm đĩa đơn mở đầu cho album mới của nhóm đến từ giám đốc sản xuất album, Simon Cowell. Khi được phỏng vấn về sự lựa chọn này, Cowell đã phát biểu "Đó là một ca khúc tuyệt vời, và tôi sẽ chẳng ngạc nhiên nếu nó trở thành hit". Bài hát được sáng tác bởi nhà sản xuất John Shanks và James Grunder. Mặt B của đĩa đơn này là "Please Stay", vốn là một ca khúc được thu âm từ năm 2009 và đã được hứa sẽ có mặt trong đĩa đơn tiếp sau "What About Now".
"Safe" nhìn chung nhận được những đánh giá tích cực từ các nhà phê bình âm nhạc như Popjustice, 4Music,, Entertainment Focus, Digital Spy.

## Danh sách track
1. "Safe" (Single Mix) - 3:52
2. "Please Stay" - 3:45[5]

## Xếp hạng
| Bảng xếp hạng (2010)     | Vị trí cao nhất |
| ------------------------ | --------------- |
| European Hot 100 Singles | 29              |
| Ireland (IRMA)           | 4               |
| Anh Quốc (OCC)           | 10              |

## Lịch sử phát hành
| Khu vực                 | Ngày                 | Định dạng                  | Hãng đĩa                            |
| ----------------------- | -------------------- | -------------------------- | ----------------------------------- |
| Vương quốc Anh, Ireland | 4 tháng 10 năm 2010  | Phát thanh radio           | Syco Music, Sony Music, RCA Records |
| Vương quốc Anh, Ireland | 4 tháng 11 năm 2010  | TV Airplay                 | Syco Music, Sony Music, RCA Records |
| Hàn Quốc                | 9 tháng 11 năm 2010  | Nhạc số tải về, CD đĩa đơn | Syco Music, Sony Music, RCA Records |
| Áo                      | 12 tháng 11 năm 2010 | Nhạc số tải về, CD đĩa đơn | Syco Music, Sony Music, RCA Records |
| Bỉ                      | 12 tháng 11 năm 2010 | Nhạc số tải về, CD đĩa đơn | Syco Music, Sony Music, RCA Records |
| Đan Mạch                | 12 tháng 11 năm 2010 | Nhạc số tải về, CD đĩa đơn | Syco Music, Sony Music, RCA Records |
| Ireland                 | 12 tháng 11 năm 2010 | Nhạc số tải về, CD đĩa đơn | Syco Music, Sony Music, RCA Records |
| Ý                       | 12 tháng 11 năm 2010 | Nhạc số tải về, CD đĩa đơn | Syco Music, Sony Music, RCA Records |
| Hà Lan                  | 12 tháng 11 năm 2010 | Nhạc số tải về, CD đĩa đơn | Syco Music, Sony Music, RCA Records |
| New Zealand             | 12 tháng 11 năm 2010 | Nhạc số tải về, CD đĩa đơn | Syco Music, Sony Music, RCA Records |
| Na Uy                   | 12 tháng 11 năm 2010 | Nhạc số tải về, CD đĩa đơn | Syco Music, Sony Music, RCA Records |
| Thụy Điển               | 12 tháng 11 năm 2010 | Nhạc số tải về, CD đĩa đơn | Syco Music, Sony Music, RCA Records |
| Thụy Sĩ                 | 12 tháng 11 năm 2010 | Nhạc số tải về, CD đĩa đơn | Syco Music, Sony Music, RCA Records |
| Vương quốc Anh          | 14 tháng 11 năm 2010 | Nhạc số tải về             | Syco Music, Sony Music, RCA Records |
| Vương quốc Anh          | 15 tháng 11 năm 2010 | CD đĩa đơn                 | Syco Music, Sony Music, RCA Records |
| Nhật Bản                | 15 tháng 11 năm 2010 | CD đĩa đơn, nhạc số tải về | Syco Music, Sony Music, RCA Records |
| Bỉ                      | 26 tháng 11 năm 2010 | CD đĩa đơn, nhạc số tải về | Syco Music, Sony Music, RCA Records |
| Đức                     | 26 tháng 11 năm 2010 | CD đĩa đơn, nhạc số tải về | Syco Music, Sony Music, RCA Records |